# Varmahlíð (Skagafjörður)
Varmahlíð [ˈvarmal̥iˑð] (dt. „Warmer Abhang“) ist ein kleiner Ort in der in isländischen Gemeinde Skagafjörður in der Region Norðurland vestra mit 141 Einwohnern (Stand: 1. Januar 2023). 

## Geografie
Varmahlíð befindet sich in einem Thermalgebiet mit Gewächshäusern.
Der Ort liegt am Fuße des bewaldeten Hügels Reykjarhóll.
Etwa drei Kilometer südwestlich befindet sich der Hof Víðimýri.
Durch diesen fließt der Fluss Víðimýrará, der später westlich an Varmahlíð vorbeifließt.
Östlich von Varmahlíð fließt der Húseyjarkvísl, noch weiter östlich der mächtigere Fluss Héraðsvötn. 

## Geschichte und Tourismus
Der Ort, der über eine Baumschule verfügt, entwickelte sich aufgrund seiner Lage als Verkehrsknotenpunkt zu einem Dienstleistungszentrum der Region.
Im Ort gibt es einen Supermarkt mit Post, ein Schnellrestaurant, eine Tankstelle, eine Bank, eine Touristeninformation, einen Zeltplatz, ein Schwimmbad sowie ein Hotel.
Der Ort ist Sitz eines Reittouren- und eines Raftingtourenveranstalters.
Die landesweite jährliche Reitertreffen Landsmót wurde bereits mehrfach am Hang Vindheimamelar bei Varmahlíð abgehalten.

## Verkehr
Die Ringstraße  kommt vom Western aus dem Valadalur nach Varmahlíð.
Hier zweigt diese nach Osten ab, überbrückt die Héraðsvötn und verläuft weiter durch das Norðurárdalur und über die Öxnadalsheiði.
Von Varmahlíð aus nach Norden führt die Sauðárkróksbraut  über Glaumbær nach Sauðárkrókur, der größten Stadt der Region.
Die Entfernung nach Reykjavík beträgt 294 km und nach Akureyri sind es 94 km. Unweit östlich von Varmahlíð zweigt der Siglufjarðarvegur   nach Norden ab vorbei an der Torfkirche Gröf und durch Hofsós nach Siglufjörður.